# Février 1975

## Évènements
- Liban : Pierre Gemayel demande un référendum national sur l'approbation de la présence des commandos palestiniens.

- 11 février, Royaume-Uni : Margaret Thatcher est élue nouveau chef du Parti conservateur britannique.

- 13 février : le Nord de l'île de Chypre est déclaré unilatéralement État autonome par la Turquie.

- 15 février, (Rallye automobile) : arrivée du Rallye de Suède.

- 21 février, France : centième anniversaire de Jeanne Calment.

- 25 février, France : le Président Valéry Giscard d'Estaing annonce un plan de soutien de l'économie. Il est adopté par la Chambre en septembre ; il prévoit une aide aux entreprises en difficultés à la suite de la crise pétrolière.

- 26 février : un gouvernement librement élu est formé en Thaïlande.

- 28 février :
  - accords de Lomé (Lomé I) entre la CEE et 46 pays d’Afrique, des Caraïbes et du Pacifique ACP. Sur cinq ans, 3,5 milliards d’unités de compte (dollars d'avant 1971), la plupart sous forme de dons, contribuent au financement du développement. Un mécanisme, le Stabex, stabilise les recettes tirées des exportations, menacées par la chute des cours des matières premières ; les articles manufacturés par ces 46 pays, ainsi que la très grande majorité de leurs produits agricoles sont exempts de droits de douane, sans que soit exigée de réciprocité.
  - catastrophe ferroviaire de Moorgate à Londres.

## Naissances
- 1er février : Boulet (auteur), auteur français de BD.
- 2 février : Todd Bertuzzi, joueur de hockey.
- 4 février : Natalie Imbruglia, chanteuse australienne.
- 7 février : 
  - Emily Loizeau, chanteuse française.
  - Rémi Gaillard, comique français.
- 8 février : Olli Olé, chanteur allemand.
- 14 février : 
  - Eugenio de Mora, matador espagnol.
  - Malik Zidi, acteur français.
  - Lalla Malika Issoufou, Première dame du Niger de 2011 à 2021.
- 15 février : Sébastien Bordeleau, joueur de hockey.
- 17 février : Khaled Alkhani, peintre syrien.
- 18 février : Igor Dodon, président de Moldavie de 2016 à 2020.
- 19 février : Javier Conde, matador espagnol.
- 21 février : Staffan Olsson, dit Bosson, chanteur suédois.
- 22 février : Drew Barrymore, actrice américaine.
- 24 février : Ashley MacIsaac, violoniste.
- 25 février : Álvaro Morte, acteur espagnol.
- 26 février :
  - Vanina Ickx, pilote automobile belge et fille de Jacky Ickx.
  - Virginie Hocq, humoriste et comédienne belge.

## Décès
- 3 février : Oum Kalsoum, diva arabe chanteuse égyptienne (° 1904).
- 9 février : Pierre Dac (André Isaac), humoriste français  (° 15 août 1893).
- 14 février : Pelham Grenville Wodehouse, écrivain et humoriste britannique.